# Robin DiAngelo

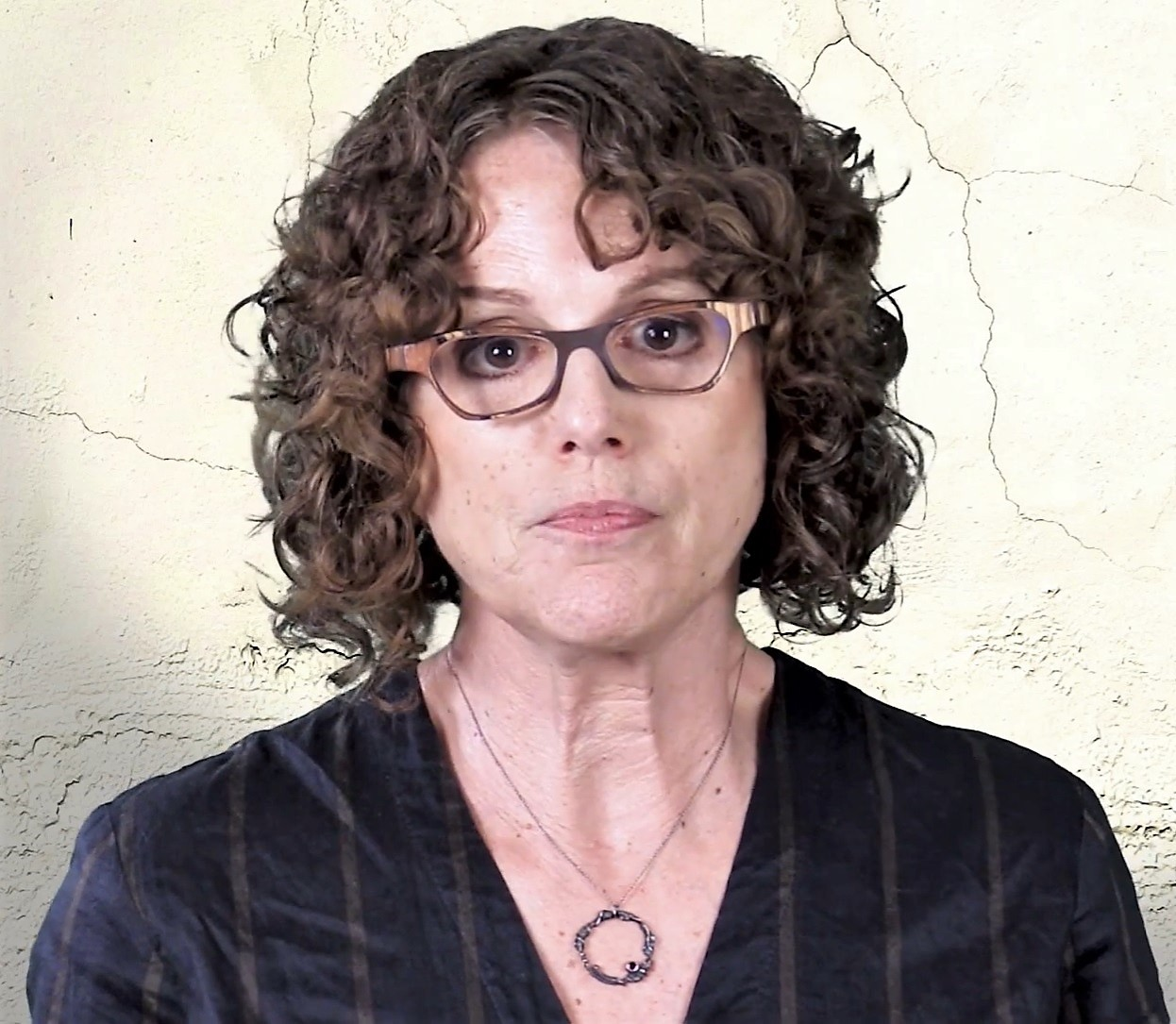
Robin J. DiAngelo (2020)

Robin J. DiAngelo (* 8. September 1956 in San José, Kalifornien) ist eine amerikanische Soziologin, Beraterin und antirassistische Aktivistin, die sich im Wesentlichen mit dem Konzept des „Weißseins“ beschäftigt, das sie mitentwickelt hat. Zuvor war sie ordentliche Professorin für multikulturelle Bildung an der Westfield State University. Sie ist bekannt für ihre Arbeit über „weiße Privilegien“ und insbesondere über den Begriff der „weißen Zerbrechlichkeit“ ("white fragility"), den sie 2011 erfunden hat.

## Leben und Wirken
Robin DiAngelo ist die jüngste von drei Schwestern. Sie wuchs in Armut in einer Familie italienischer und euro-amerikanischer Herkunft auf. Ihre Mutter starb in jungen Jahren an Krebs, eine Erfahrung, die ihre Arbeit und ihre Weltanschauung zutiefst geprägt hat.
DiAngelo erhielt 2004 einen Doktorgrad in Multikultureller Erziehung von der University of Washington mit einer Dissertation mit dem Titel Whiteness in Racial Dialogue: A Discourse Analysis, die 2004 veröffentlicht wurde.
Im Jahr 2007 wechselte sie an die Fakultät der Westfield State University, wo sie 2014 zur ordentlichen Professorin für multikulturelle Bildung ernannt wurde. Anschließend trat sie von ihrem Posten in Westfield zurück und lehrt seitdem in Teilzeit an der School of Social Work an der University of Washington.
Neben ihrer Lehrtätigkeit hält DiAngelo häufig Seminare über systemischen Rassismus in den politischen Systemen und der Kultur der Vereinigten Staaten. Im Februar 2017 war sie zudem Equity Director für die progressive Organisation Sound Generations in Seattle. Gegenwärtig ist sie als Beraterin, Ausbilderin und Moderatorin gegen rassistische Diskriminierung und für soziale Gerechtigkeit tätig und moderiert seit Ende der 1990er Jahre Konferenzen und Workshops zu Vielfalt in verschiedenen Unternehmen. In einem Artikel für The New Yorker aus dem Jahr 2019 stellt die Journalistin Kelefa Sanneh fest, dass DiAngelo „vielleicht die sichtbarste Expertin für Antidiskriminierungstraining im Land ist, eine Praxis, die auch eine Branche ist und allem Anschein nach floriert“.

## Konzept der „Weißen Zerbrechlichkeit“
DiAngelo ist bekannt für ihr Konzept der „weißen Zerbrechlichkeit“ ("white fragility"), ein Begriff, den sie 2011 in einem Artikel im International Journal of Critical Pedagogy (Zeitschrift für kritische Pädagogik) prägte. Sie entwickelte das Konzept aufgrund bestimmter Reaktionen, auf die sie bei den von ihr geleiteten Diversity-Workshops in Unternehmen stieß. „Wenn wir versuchen, offen und ehrlich über Rasse zu sprechen“, schreibt sie, „sehen wir uns oft mit Schweigen, Abwehrhaltungen, Argumentation, Gewissheiten und anderen Formen der Opposition konfrontiert.“ Um dieses Phänomen zu erklären, verwendete sie dann den Ausdruck „weiße Zerbrechlichkeit“. Seit 2016 leitet DiAngelo im Auftrag der Stadt Seattle in den Vereinigten Staaten regelmäßig Workshop-Konferenzen zu diesem Thema. Im Juni 2018 veröffentlichte DiAngelo den Essay White Fragility: Why It's so Hard for White People to Talk About Racism.
DiAngelos Definition der weißen Zerbrechlichkeit ist: „Ein Zustand, in dem selbst minimaler Stress zwischen ethnischen Gruppen unerträglich wird und eine Reihe von Abwehrbewegungen auslöst. Zu diesen Bewegungen gehören die Externalisierung von Emotionen wie Wut, Angst und Schuld sowie Verhaltensweisen wie Argumentation, Schweigen und stressbedingtes Verlassenwerden. Diese Verhaltensweisen dienen wiederum der Wiederherstellung des von Weißen geprägten Gleichgewichts.“ Für einige Kritiker ist diese Definition eine Falle, weil sie in ihrer Definition in einer Art Selbstbezug jegliche Kritik an dem Konzept zurückweist. Laut DiAngelo rührt dieses Phänomen daher, dass Weiße von der Gesellschaft von jeglichem Unbehagen in Bezug auf ihre Hautfarbe isoliert seien und es nicht gewohnt seien, diese in Frage zu stellen.
Laut DiAngelo vermitteln Schulen und Medien in den Vereinigten Staaten weiterhin „Bilder von weißer Vorherrschaft und Überlegenheit“, ihre Sichtweise des weißen Rassismus sei fast schon epidemiologisch. In einem Interview mit The Guardian erklärt sie: „Rassismus ist ein Problem der Weißen. Er wurde von Weißen konstruiert und geschaffen, und die letztendliche Verantwortung liegt bei den Weißen.“ In ihrem Buch schreibt sie, dass „weiße Identität von Natur aus rassistisch ist“ und „danach strebt, ‚weniger weiß‘ zu sein“.
Das Buch richtet sich vor allem an Weiße, und die schärfste Kritik ist progressiven Weißen (wie ihr) vorbehalten. Sie seien „diejenigen […], die täglich den größten Schaden an People of Color anrichten“, weil sie sich weigerten, ihre Beteiligung am rassistischen System zuzugeben, und weil sie übermäßig viel Energie darauf verwenden würden, jedem zu beweisen, dass sie ein gewisses Maß an Nicht-Rassismus erreicht haben.
Das Konzept der „weißen Fragilität“ gewann in den letzten Jahren in akademischen und progressiven Kreisen stark an Bedeutung.
Das Buch wurde ein Bestseller der New York Times und erhielt mediale Aufmerksamkeit im Rahmen zahlreicher Rezensionen.

## Kritik
Jonathan Haidt, Sozialpsychologe und Professor für Ethik an der Stern School of Business der New York University, beschreibt die Arbeit von DiAngelo als „paranoides Weltbild, das die Menschen voneinander trennt und sie in Entfremdung, Angst und intellektuelle Hilflosigkeit versetzt“. Seiner Meinung nach ist das Wesen der weißen Zerbrechlichkeit, ihr reduktiver Charakter, ein antiintellektuelles und gegen die Redefreiheit gerichtetes Argument, das die Dialektik durch Ideologie ersetzt, „wenn du sagst, dass du nicht darunter leidest, beweist das, dass du darunter leidest“.
In ihrem Buch Diversity, Inc: The Failed Promise of a Billion-Dollar Business kritisiert Pamela Newkirk, Journalismusprofessorin an der New York University, die Diversitätsindustrie in den Vereinigten Staaten, insbesondere die Diversitätsschulungen, wie sie von DiAngelo angeboten werden. Unter Berufung auf zahlreiche akademische Studien argumentiert Newkirk, dass eine solche Schulung, die angeblich in erster Linie darauf abzielt, Unternehmen vor kostspieligen Diskriminierungsklagen zu bewahren, nicht funktioniere.

## Veröffentlichungen
- What Does It Mean to Be White?: Developing White Racial Literacy, 2012 ISBN 978-1433111167
- Zusammen mit Özlem Sensoy: Is Everyone Really Equal?: An Introduction to Key Concepts in Social Justice Education, 2017, ISBN 978-0807764275
- White Fragility, 2018, ISBN 978-0807047408
- Deutsche Ausgabe von "White Fragility": Wir müssen über Rassismus sprechen: Was es bedeutet, in unserer Gesellschaft weiß zu sein. 2020, ISBN 978-3455008135